# Heʻeia
Heʻeia – census-designated place (CDP) na wyspie Oʻahu, w hrabstwie Honolulu, na Hawajach, w Stanach Zjednoczonych. Według szacunków United States Census Bureau w roku 2010 CDP miało 4 963 mieszkańców, którzy tworzyli 891 gospodarstw domowych i 734 rodzin.

## Geografia
Według United States Census Bureau census-designated place obejmuje powierzchnię 3,4 mil2 (8,7 km²), z czego 3,1 mil2 (8,0 km²) stanowi ląd, a 0,3 mil2 (0,7 km²) stanowi woda.

## Demografia
Według spisu z roku 2000, CDP zamieszkiwało 4 944 osób. Średni roczny dochód dla gospodarstwa domowego wynosił 87 528 $ a średni roczny dochód dla rodziny to 90 435 $. Średni roczny dochód na osobę wynosił 33 990 $ (55 179 $ dla mężczyzn i 34 983 $ dla kobiet). 0,5% rodzin i 0,0% mieszkańców census-designated place żyło poniżej granicy ubóstwa, z czego 0,0% to osoby poniżej 18 lat a 0,8% to osoby powyżej 65 roku życia.